# Liste des mammifères en Andorre
Pour des articles plus généraux, voir Liste des mammifères en Europe et Faune en Andorre.

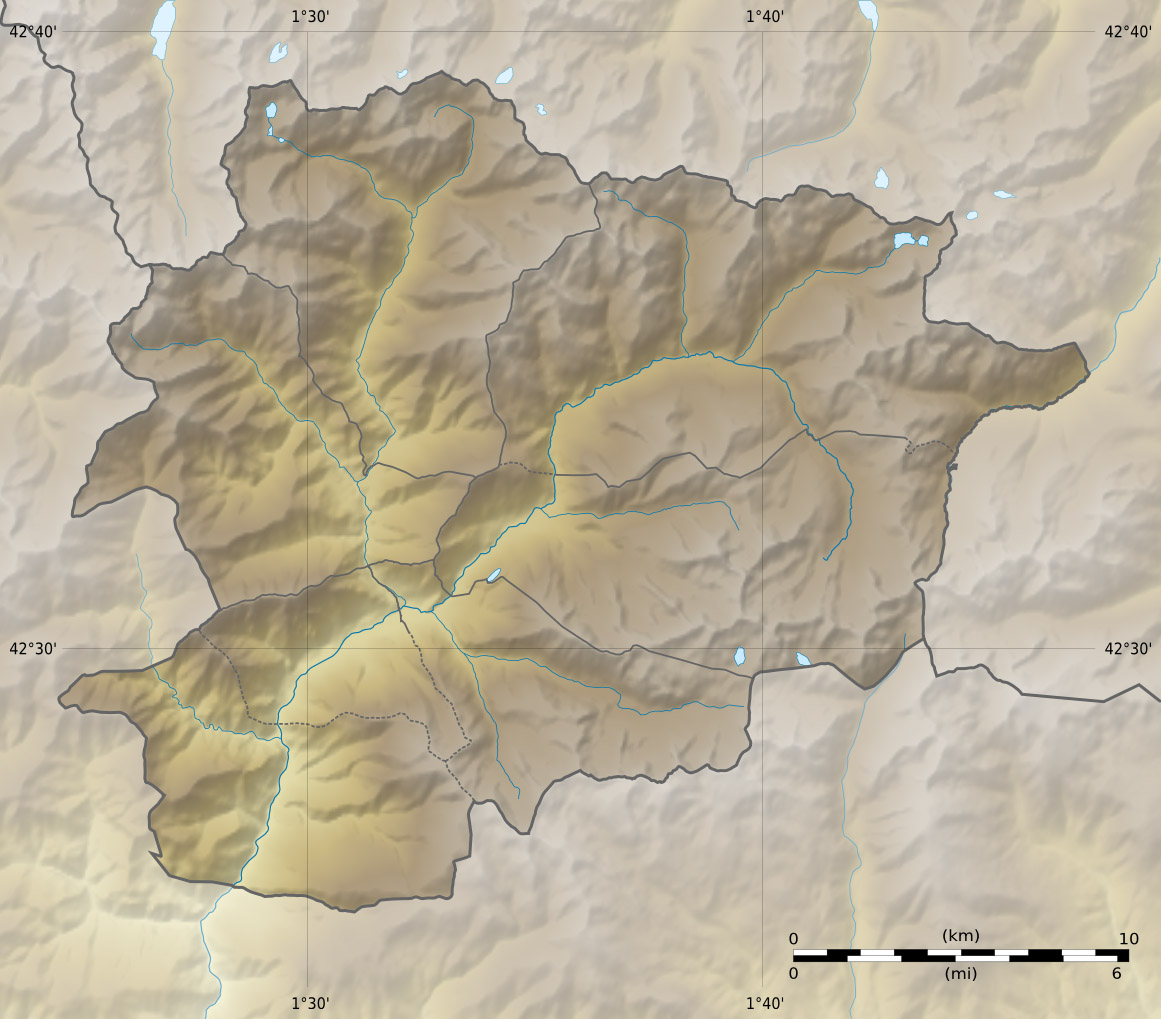
Carte topographique de l'Andorre.

Localisation de l'Andorre en Europe.

Cette liste commentée recense la mammalofaune en Andorre. Elle répertorie les espèces de mammifères andorrans actuels et celles qui ont été récemment classifiées comme éteintes (à partir de l'Holocène, depuis donc 11 700 ans av. J.‑C.). Cette liste comporte 67 espèces réparties en sept ordres et 19 familles, dont quatre sont « vulnérables » et six sont « quasi menacées » (selon les critères de la liste rouge de l'UICN au niveau mondial).
Elle contient au moins cinq espèces introduites sur ce territoire, qui sont plus ou moins bien acclimatées. Il peut contenir aussi des animaux non reconnus par la liste rouge de l'UICN (aucun mammifère ici) et ils sont classés en « non évalué » : cela étant dû notamment au manque de données, à des espèces domestiques, disparues ou éteintes avant le XVIe siècle. Il n'existe pas en Andorre d'espèce et de sous-espèce de mammifère endémique.

## Statuts de la liste rouge de l'UICN
Les statuts de conservation utilisés par la liste rouge de l'UICN mondiale sont :
| (EX) | Éteint                  | Il n'y a pas le moindre doute sur le fait que le dernier spécimen recensé est mort.                                                                   |
| (EW) | Éteint à l'état sauvage | L'espèce est connue uniquement en captivité ou en tant que population naturalisée bien en dehors de son ancienne aire de répartition.                 |
| (CR) | En danger critique      | L'espèce risque prochainement de s'éteindre à l'état sauvage.                                                                                         |
| (EN) | En danger               | L'espèce fait face à un très gros risque d'extinction à l'état sauvage.                                                                               |
| (VU) | Vulnérable              | L'espèce fait face à un gros risque d'extinction à l'état sauvage.                                                                                    |
| (NT) | Quasi menacé            | L'espèce ne satisfait pas un ou plusieurs des critères prévus qui permettraient de la catégoriser, mais pourrait risquer de s'éteindre dans le futur. |
| (LC) | Préoccupation mineure   | Il n'y a pas de risque identifiable pour l'espèce. |
| (DD) | Données insuffisantes   | Il n'y a pas d'information adéquate qui permettraient de faire une évaluation des risques pour cette espèce.                                          |
| (NE) | Non évalué              | L'espèce n'a pas encore été confrontée aux critères précédents, n'est pas reconnue par l'UICN ou bien s'est éteinte avant le XVIe siècle.             |

## Ordre:Primates

### Famille:Hominidés
| Nom vulgaire, nom binominal et citation d'auteurs | Nom vulgaire catalan (langue officielle de l'Andorre) | Origine et statut en Andorre | Aire de répartition                    | Statut UICN mondial | Image         |
| ------------------------------------------------- | ----------------------------------------------------- | ---------------------------- | -------------------------------------- | ------------------- | ------------- |
| Homme moderne Homo sapiens (Linnaeus, 1758)       | Humà                                                  | Autochtone,                  | Aire de répartition de l'Homme moderne | [ 2 ]               | Homme moderne |

## Ordre:Lagomorphes

### Famille:Léporidés
| Nom vulgaire, nom binominal et citation d'auteurs       | Nom vulgaire catalan (langue officielle de l'Andorre) | Origine et statut en Andorre | Aire de répartition                     | Statut UICN mondial | Image            |
| ------------------------------------------------------- | ----------------------------------------------------- | ---------------------------- | --------------------------------------- | ------------------- | ---------------- |
| Lièvre d'Europe Lepus europaeus (Pallas, 1778)          | Llebre comuna                                         | Autochtone                   | Aire de répartition du Lièvre d'Europe  | [ 4 ]               | Lièvre d'Europe  |
| Lapin de garenne Oryctolagus cuniculus (Linnaeus, 1758) | Conill de bosc                                        | Autochtone                   | Aire de répartition du Lapin de garenne | [ 6 ]               | Lapin de garenne |

## Ordre:Rodentiens

### Famille:Cricétidés
| Nom vulgaire, nom binominal et citation d'auteurs                         | Nom vulgaire catalan (langue officielle de l'Andorre) | Origine et statut en Andorre | Aire de répartition                           | Statut UICN mondial | Image                  |
| ------------------------------------------------------------------------- | ----------------------------------------------------- | ---------------------------- | --------------------------------------------- | ------------------- | ---------------------- |
| Campagnol amphibie Arvicola sapidus (Miller, 1908)                        | Rata d'aigua                                          | Autochtone                   | Aire de répartition du Campagnol amphibie     | [ 8 ]               | Campagnol amphibie     |
| Campagnol fouisseur Arvicola scherman (Shaw, 1801)                        | — aucun —                                             | Autochtone                   | Aire de répartition du Campagnol fouisseur    | [ 9 ]               | Illustration manquante |
| Campagnol des neiges Chionomys nivalis (Martins, 1842)                    | Talpó de tartera                                      | Autochtone                   | Aire de répartition du Campagnol des neiges   | [ 11 ]              | Campagnol des neiges   |
| Campagnol agreste Microtus agrestis (Linnaeus, 1761)                      | Talpó muntanyenc                                      | Autochtone                   | Aire de répartition du Campagnol agreste      | [ 12 ]              | Campagnol agreste      |
| Campagnol des champs Microtus arvalis (Pallas, 1778)                      | Talpó camperol                                        | Autochtone                   | Aire de répartition du Campagnol des champs   | [ 13 ]              | Campagnol des champs   |
| Campagnol provençal Microtus duodecimcostatus (de Sélys Longchamps, 1839) | Talpó comú                                            | Autochtone                   | Aire de répartition du Campagnol provençal    | [ 14 ]              | Illustration manquante |
| Campagnol des Pyrénées Microtus gerbei (Gerbe, 1879)                      | Talpó pirinenc                                        | Autochtone                   | Aire de répartition du Campagnol des Pyrénées | [ 15 ]              | Illustration manquante |
| Campagnol roussâtre Myodes glareolus (Schreber, 1780)                     | Talpó roig                                            | Autochtone                   | Aire de répartition du Campagnol roussâtre    | [ 16 ]              | Campagnol roussâtre    |

### Famille:Muridés
| Nom vulgaire, nom binominal et citation d'auteurs     | Nom vulgaire catalan (langue officielle de l'Andorre) | Origine et statut en Andorre | Aire de répartition                    | Statut UICN mondial | Image           |
| ----------------------------------------------------- | ----------------------------------------------------- | ---------------------------- | -------------------------------------- | ------------------- | --------------- |
| Mulot à collier Apodemus flavicollis (Melchior, 1834) | Ratolí lleonat                                        | Autochtone                   | Aire de répartition du Mulot à collier | [ 17 ]              | Mulot à collier |
| Mulot sylvestre Apodemus sylvaticus (Linnaeus, 1758)  | Ratolí de bosc                                        | Autochtone                   | Aire de répartition du Mulot sylvestre | [ 18 ]              | Mulot sylvestre |
| Souris grise Mus musculus (Linnaeus, 1758)            | Ratolí comú                                           | Allochtone (Introduit),      | Aire de répartition de la Souris grise | [ 19 ]              | Souris grise    |
| Rat noir Rattus rattus (Linnaeus, 1758)               | Rata negra                                            | Allochtone (Introduit),      | Aire de répartition du Rat noir        | [ 21 ]              | Rat noir        |

### Famille:Gliridés
| Nom vulgaire, nom binominal et citation d'auteurs | Nom vulgaire catalan (langue officielle de l'Andorre) | Origine et statut en Andorre | Aire de répartition                 | Statut UICN mondial | Image        |
| ------------------------------------------------- | ----------------------------------------------------- | ---------------------------- | ----------------------------------- | ------------------- | ------------ |
| Loir gris Glis glis (Linnaeus, 1766)              | Liró gris                                             | Autochtone                   | Aire de répartition du Loir gris    | [ 23 ]              | Loir gris    |
| Lérot commun Eliomys quercinus (Linnaeus, 1766)   | Rata cellarda                                         | Autochtone                   | Aire de répartition du Lérot commun | [ 24 ]              | Lérot commun |

### Famille:Sciuridés
| Nom vulgaire, nom binominal et citation d'auteurs   | Nom vulgaire catalan (langue officielle de l'Andorre) | Origine et statut en Andorre | Aire de répartition                          | Statut UICN mondial | Image              |
| --------------------------------------------------- | ----------------------------------------------------- | ---------------------------- | -------------------------------------------- | ------------------- | ------------------ |
| Écureuil roux Sciurus vulgaris (Linnaeus, 1758)     | Esquirol                                              | Autochtone                   | Aire de répartition de l'Écureuil roux       | [ 25 ]              | Écureuil roux      |
| Marmotte des Alpes Marmota marmota (Linnaeus, 1758) | Marmota alpina                                        | Allochtone (Introduit)       | Aire de répartition de la Marmotte des Alpes | [ 26 ]              | Marmotte des Alpes |

## Ordre:Soricomorphes

### Famille:Soricidés
| Nom vulgaire, nom binominal et citation d'auteurs   | Nom vulgaire catalan (langue officielle de l'Andorre) | Origine et statut en Andorre | Aire de répartition                            | Statut UICN mondial | Image                |
| --------------------------------------------------- | ----------------------------------------------------- | ---------------------------- | ---------------------------------------------- | ------------------- | -------------------- |
| Crocidure musette Crocidura russula (Hermann, 1780) | Musaranya comuna                                      | Peut-être allochtone,        | Aire de répartition de la Crocidure musette    | [ 27 ]              | Crocidure musette    |
| Crossope aquatique Neomys fodiens (Pennant, 1771)   | Musaranya aquàtica pirinenca                          | Autochtone                   | Aire de répartition de la Crossope aquatique   | [ 28 ]              | Crossope aquatique   |
| Musaraigne carrelet Sorex araneus (Linnaeus, 1758)  | Musaranya cuaquadrada                                 | Autochtone                   | Aire de répartition de la Musaraigne carrelet  | [ 29 ]              | Musaraigne carrelet  |
| Musaraigne couronnée Sorex coronatus (Millet, 1828) | Musaranya de Millet                                   | Autochtone                   | Aire de répartition de la Musaraigne couronnée | [ 30 ]              | Musaraigne couronnée |
| Musaraigne pygmée Sorex minutus (Linnaeus, 1766)    | Musaranya nana                                        | Autochtone                   | Aire de répartition de la Musaraigne pygmée    | [ 31 ]              | Musaraigne pygmée    |

### Famille:Talpidés
| Nom vulgaire, nom binominal et citation d'auteurs                        | Nom vulgaire catalan (langue officielle de l'Andorre) | Origine et statut en Andorre | Aire de répartition                        | Statut UICN mondial | Image               |
| ------------------------------------------------------------------------ | ----------------------------------------------------- | ---------------------------- | ------------------------------------------ | ------------------- | ------------------- |
| Desman des Pyrénées Galemys pyrenaicus (É. Geoffroy Saint-Hilaire, 1811) | Almesquera                                            | Autochtone                   | Aire de répartition du Desman des Pyrénées | [ 32 ]              | Desman des Pyrénées |
| Taupe d'Europe Talpa europaea (Linnaeus, 1758)                           | Talp                                                  | Autochtone                   | Aire de répartition de la Taupe d'Europe   | [ 33 ]              | Taupe d'Europe      |

## Ordre:Chiroptères

### Famille:Molossidés
| Nom vulgaire, nom binominal et citation d'auteurs       | Nom vulgaire catalan (langue officielle de l'Andorre) | Origine et statut en Andorre | Aire de répartition                       | Statut UICN mondial | Image              |
| ------------------------------------------------------- | ----------------------------------------------------- | ---------------------------- | ----------------------------------------- | ------------------- | ------------------ |
| Molosse de Cestoni Tadarida teniotis (Rafinesque, 1814) | Ratpenat cuallarg europeu                             | Autochtone                   | Aire de répartition du Molosse de Cestoni | [ 34 ]              | Molosse de Cestoni |

### Famille:Rhinolophidés
| Nom vulgaire, nom binominal et citation d'auteurs           | Nom vulgaire catalan (langue officielle de l'Andorre) | Origine et statut en Andorre | Aire de répartition                       | Statut UICN mondial | Image              |
| ----------------------------------------------------------- | ----------------------------------------------------- | ---------------------------- | ----------------------------------------- | ------------------- | ------------------ |
| Rhinolophe euryale Rhinolophus euryale (Blasius, 1853)      | Ratpenat de ferradura mediterrani                     | Autochtone                   | Aire de répartition du Rhinolophe euryale | [ 35 ]              | Rhinolophe euryale |
| Grand Rhinolophe Rhinolophus ferrumequinum (Schreber, 1774) | Ratpenat de ferradura gros                            | Autochtone                   | Aire de répartition du Grand Rhinolophe   | [ 36 ]              | Grand Rhinolophe   |
| Petit Rhinolophe Rhinolophus hipposideros (Bechstein, 1800) | Ratpenat de ferradura petit                           | Autochtone                   | Aire de répartition du Petit Rhinolophe   | [ 37 ]              | Petit Rhinolophe   |

### Famille:Vespertilionidés
| Nom vulgaire, nom binominal et citation d'auteurs                           | Nom vulgaire catalan (langue officielle de l'Andorre) | Origine et statut en Andorre | Aire de répartition                                | Statut UICN mondial | Image                       |
| --------------------------------------------------------------------------- | ----------------------------------------------------- | ---------------------------- | -------------------------------------------------- | ------------------- | --------------------------- |
| Murin de Bechstein Myotis bechsteinii (Kuhl, 1817)                          | Ratpenat de Bechstein                                 | Autochtone                   | Aire de répartition du Murin de Bechstein          | [ 38 ]              | Murin de Bechstein          |
| Petit Murin Myotis blythii (Tomes, 1857)                                    | Ratpenat de musell agut                               | Autochtone,                  | Aire de répartition du Petit Murin                 | [ 39 ]              | Petit Murin                 |
| Murin de Capaccini Myotis capaccinii (Bonaparte, 1837)                      | Ratpenat de peus grossos                              | Autochtone                   | Aire de répartition du Murin de Capaccini          | [ 40 ]              | Murin de Capaccini          |
| Murin de Daubenton Myotis daubentonii (Kuhl, 1817)                          | Ratpenat d'aigua                                      | Autochtone                   | Aire de répartition du Murin de Daubenton          | [ 41 ]              | Murin de Daubenton          |
| Murin à oreilles échancrées Myotis emarginatus (É. Geoffroy, 1806)          | Ratpenat d'orelles dentades                           | Autochtone                   | Aire de répartition du Murin à oreilles échancrées | [ 42 ]              | Murin à oreilles échancrées |
| Grand Murin Myotis myotis (Borkhausen, 1797)                                | Ratpenat de musell llarg                              | Autochtone                   | Aire de répartition du Grand Murin                 | [ 43 ]              | Grand Murin                 |
| Murin à moustaches Myotis mystacinus (Kuhl, 1817)                           | Ratpenat de bigotis                                   | Autochtone                   | Aire de répartition du Murin à moustaches          | [ 44 ]              | Murin à moustaches          |
| Murin de Natterer Myotis nattereri (Kuhl, 1817)                             | Ratpenat de Natterer                                  | Autochtone,                  | Aire de répartition du Murin de Natterer           | [ 45 ]              | Murin de Natterer           |
| Sérotine commune Eptesicus serotinus (Schreber, 1774)                       | Ratpenat bru dels graners                             | Autochtone                   | Aire de répartition de la Sérotine commune         | [ 46 ]              | Sérotine commune            |
| Noctule de Leisler Nyctalus leisleri (Kuhl, 1817)                           | Nòctul petit                                          | Autochtone                   | Aire de répartition de la Noctule de Leisler       | [ 47 ]              | Noctule de Leisler          |
| Noctule commune Nyctalus noctula (Schreber, 1774)                           | Nòctul gros                                           | Autochtone                   | Aire de répartition de la Noctule commune          | [ 48 ]              | Noctule commune             |
| Pipistrelle de Kuhl Pipistrellus kuhlii (Kuhl, 1817)                        | Ratpenat de vores clares                              | Autochtone                   | Aire de répartition de la Pipistrelle de Kuhl      | [ 49 ]              | Pipistrelle de Kuhl         |
| Pipistrelle de Nathusius Pipistrellus nathusii (Keyserling & Blasius, 1839) | Ratpenat fals                                         | Autochtone                   | Aire de répartition de la Pipistrelle de Nathusius | [ 50 ]              | Pipistrelle de Nathusius    |
| Pipistrelle commune Pipistrellus pipistrellus (Schreber, 1774)              | Pipistrel·la                                          | Autochtone                   | Aire de répartition de la Pipistrelle commune      | [ 51 ]              | Pipistrelle commune         |
| Barbastelle d'Europe Barbastella barbastellus (Schreber, 1774)              | Ratpenat de bosc                                      | Autochtone                   | Aire de répartition de la Barbastelle d'Europe     | [ 52 ]              | Barbastelle d'Europe        |
| Oreillard roux Plecotus auritus (Linnaeus, 1758)                            | Ratpenat orellut septentrional                        | Autochtone                   | Aire de répartition de l'Oreillard roux            | [ 53 ]              | Oreillard roux              |
| Oreillard gris Plecotus austriacus (J. Fischer, 1829)                       | Ratpenat orellut meridional                           | Autochtone                   | Aire de répartition de l'Oreillard gris            | [ 54 ]              | Oreillard gris              |
| Oreillard montagnard Plecotus macrobullaris (Kuzjakin, 1965)                | Ratpenat orellut alpí                                 | Autochtone                   | Aire de répartition de l'Oreillard montagnard      | [ 55 ]              | Oreillard montagnard        |
| Vespère de Savi Hypsugo savii (Bonaparte, 1837)                             | Ratpenat muntanyenc                                   | Autochtone                   | Aire de répartition de la Vespère de Savi          | [ 56 ]              | Vespère de Savi             |

## Ordre:Artiodactyles

### Famille:Bovidés
| Nom vulgaire, nom binominal et citation d'auteurs | Nom vulgaire catalan (langue officielle de l'Andorre) | Origine et statut en Andorre | Aire de répartition                          | Statut UICN mondial | Image                 |
| ------------------------------------------------- | ----------------------------------------------------- | ---------------------------- | -------------------------------------------- | ------------------- | --------------------- |
| Bouquetin ibérique Capra pyrenaica (Schinz, 1838) | Cabra salvatge ibèrica                                | Autochtone (Disparu),        | Aire de répartition du Bouquetin ibérique    | [ 57 ]              | Bouquetin ibérique    |
| Mouflon méditerranéen Ovis aries (Linnaeus, 1758) | Mufló                                                 | Allochtone (Introduit)       | Aire de répartition du Mouflon méditerranéen | [ 58 ]              | Mouflon méditerranéen |
| Isard Rupicapra pyrenaica (Bonaparte, 1845)       | Isard pirinenc                                        | Autochtone                   | Aire de répartition de l'Isard               | [ 59 ]              | Isard                 |

### Famille:Cervidés
| Nom vulgaire, nom binominal et citation d'auteurs       | Nom vulgaire catalan (langue officielle de l'Andorre) | Origine et statut en Andorre | Aire de répartition                       | Statut UICN mondial | Image              |
| ------------------------------------------------------- | ----------------------------------------------------- | ---------------------------- | ----------------------------------------- | ------------------- | ------------------ |
| Chevreuil européen Capreolus capreolus (Linnaeus, 1758) | Cabirol                                               | Autochtone                   | Aire de répartition du Chevreuil européen | [ 60 ]              | Chevreuil européen |
| Daim européen Dama dama (Linnaeus, 1758)                | Daina                                                 | Allochtone (Introduit),      | Aire de répartition du Daim européen      | [ 61 ]              | Daim européen      |

### Famille:Suidés
| Nom vulgaire, nom binominal et citation d'auteurs | Nom vulgaire catalan (langue officielle de l'Andorre) | Origine et statut en Andorre | Aire de répartition                       | Statut UICN mondial | Image              |
| ------------------------------------------------- | ----------------------------------------------------- | ---------------------------- | ----------------------------------------- | ------------------- | ------------------ |
| Sanglier d'Eurasie Sus scrofa (Linnaeus, 1758)    | Senglar                                               | Autochtone                   | Aire de répartition du Sanglier d'Eurasie | [ 62 ]              | Sanglier d'Eurasie |

## Ordre:Carnivores

### Famille:Canidés
| Nom vulgaire, nom binominal et citation d'auteurs | Nom vulgaire catalan (langue officielle de l'Andorre) | Origine et statut en Andorre | Aire de répartition                | Statut UICN mondial | Image       |
| ------------------------------------------------- | ----------------------------------------------------- | ---------------------------- | ---------------------------------- | ------------------- | ----------- |
| Loup gris Canis lupus (Linnaeus, 1758)            | Llop                                                  | Autochtone                   | Aire de répartition du Loup gris   | [ 64 ]              | Loup gris   |
| Renard roux Vulpes vulpes (Linnaeus, 1758)        | Guineu roja                                           | Autochtone                   | Aire de répartition du Renard roux | [ 65 ]              | Renard roux |

### Famille:Ursidés
| Nom vulgaire, nom binominal et citation d'auteurs | Nom vulgaire catalan (langue officielle de l'Andorre) | Origine et statut en Andorre | Aire de répartition                | Statut UICN mondial | Image     |
| ------------------------------------------------- | ----------------------------------------------------- | ---------------------------- | ---------------------------------- | ------------------- | --------- |
| Ours brun Ursus arctos (Linnaeus, 1758)           | Ós bru                                                | Autochtone (Recolonisateur), | Aire de répartition de l'Ours brun | [ 66 ]              | Ours brun |

### Famille:Mustélidés
| Nom vulgaire, nom binominal et citation d'auteurs | Nom vulgaire catalan (langue officielle de l'Andorre) | Origine et statut en Andorre | Aire de répartition                        | Statut UICN mondial | Image             |
| ------------------------------------------------- | ----------------------------------------------------- | ---------------------------- | ------------------------------------------ | ------------------- | ----------------- |
| Loutre d'Europe Lutra lutra (Linnaeus, 1758)      | Llúdria comuna                                        | Autochtone                   | Aire de répartition de la Loutre d'Europe  | [ 67 ]              | Loutre d'Europe   |
| Fouine Martes foina (Erxleben, 1777)              | Fagina                                                | Allochtone,                  | Aire de répartition de la Fouine           | [ 69 ]              | Fouine            |
| Martre des pins Martes martes (Linnaeus, 1758)    | Marta                                                 | Autochtone                   | Aire de répartition de la Martre des pins  | [ 70 ]              | Martre des pins   |
| Blaireau européen Meles meles (Linnaeus, 1758)    | Toixó                                                 | Autochtone                   | Aire de répartition du Blaireau européen   | [ 71 ]              | Blaireau européen |
| Hermine Mustela erminea (Linnaeus, 1758)          | Ermini                                                | Autochtone                   | Aire de répartition de l'Hermine           | [ 72 ]              | Hermine           |
| Belette d'Europe Mustela nivalis (Linnaeus, 1766) | Mostela                                               | Autochtone                   | Aire de répartition de la Belette d'Europe | [ 73 ]              | Belette d'Europe  |
| Putois d'Europe Mustela putorius (Linnaeus, 1758) | Turó comú                                             | Autochtone                   | Aire de répartition du Putois d'Europe     | [ 74 ]              | Putois d'Europe   |

### Famille:Félidés
| Nom vulgaire, nom binominal et citation d'auteurs | Nom vulgaire catalan (langue officielle de l'Andorre) | Origine et statut en Andorre | Aire de répartition                 | Statut UICN mondial | Image        |
| ------------------------------------------------- | ----------------------------------------------------- | ---------------------------- | ----------------------------------- | ------------------- | ------------ |
| Chat sauvage Felis silvestris (Schreber, 1777)    | Gat salvatge                                          | Autochtone                   | Aire de répartition du Chat sauvage | [ 75 ]              | Chat sauvage |

### Famille:Viverridés
| Nom vulgaire, nom binominal et citation d'auteurs | Nom vulgaire catalan (langue officielle de l'Andorre) | Origine et statut en Andorre | Aire de répartition                       | Statut UICN mondial | Image           |
| ------------------------------------------------- | ----------------------------------------------------- | ---------------------------- | ----------------------------------------- | ------------------- | --------------- |
| Genette commune Genetta genetta (Linnaeus, 1758)  | Geneta comuna                                         | Allochtone,                  | Aire de répartition de la Genette commune | [ 76 ]              | Genette commune |